# Iniistius baldwini
Iniistius baldwini es una especie de peces de la familia Labridae en el orden de los Perciformes.

## Morfología
Los machos pueden llegar alcanzar los 20,4 cm de longitud total.

## Distribución geográfica
Se encuentra en las Hawái, Vietnam y Taiwán.